# Manvieux
Manvieux (mɑ̃.vjøⓘ) es una población y comuna francesa, situada en la región de Baja Normandía, departamento de Calvados, en el distrito de Bayeux y cantón de Ryes.

## Demografía
| 78 | 79 | 61 | 53 | 82 | 107 |
| Para los censos de 1962 a 1999 la población legal corresponde a la población sin duplicidades (Fuente: INSEE [Consultar]) |    |    |    |    |     |